# Кокејнов синдром
Кокејнов синдром (енгл. Cockayne syndrome) је ретко обољење које се преноси аутозомно рецесивно. Карактерише се ниским растом, глувонемошћу, прераним старењем (прогерија) и кожним променама сличним ксеродерми пигментозум.
За разлику од ксеродерме пигментозум код ове болести није повећан ризик од малигних тумора коже.

## Распрострањеност
Инциденца је мање од 1 оболео на 250.000 рођених.

## Симптоми
Тегобе почињу у раном детињству. У питању су:
- проблеми са варењем
- патуљаст раст
- губитак поткожног масног ткива, посебно на лицу, па оно подсећа на птичије лице
- фотоосетљивост коже и хиперпигментација коже
- неуролошки симптоми: глувонемост, полинеуропатија (обољење више нерава), губитак интелигенције...
- ретинитис пигментоза, реч је о обољењу мрежњаче ока

## Узрок
Узрок је генска мутација на хромозому 5, сегмент q12 (тип I), и хромозому 10, сегмент q11 (тип II), услед којих су неки од механизма репарације ДНК молекула дефектни. Услед изостанка рапарације ДНК, грешке се гомилају, па организам убрзано стари.
Постоје три типа Кокејновог синдрома.
Тип I је класични тип, са почетком тегоба у раном детињству.
Код типа II болест се јавља од тренутка рођења.
Тип III је блажа форма и почиње касније.

## Друге болести изване грешкама у репарацији ДНК
- Атаксија-телеангиектатика
- Ксеродерма пигментозум
- Блумов синдром
- Фанконијева анемија
- Триходистрофија